# Jaume Grimalt Obrador
Jaume Grimalt Obrador   (S'Horta, 1937 - 6 de setembre de 2024) va ser un enginyer agrònom mallorquí. Perit agrícola per l'Escola Tècnica de Perits Agrícoles de Barcelona i llicenciat en enginyeria agrònoma per l'Escola Tècnica Superior d'Enginyers Agrònoms de Madrid.
Va començar la seva trajectòria professional el 1964 com a enginyer de la Direcció General de la Producció Agrària a Madrid per integrar-se en la Secció de Comercialització. Durant aquesta època va ser nomenat, en representació del Ministeri d'Agricultura d'Espanya, vocal de la Mutualitat Nacional Agrària de la Seguretat Social. A partir de 1969 és traslladat a les Illes Balears com a enginyer encarregat del Servei de Preus i Mercats de la Secretària General Tècnica del Ministeri d'Agricultura. A continuació desenvolupa diverses labors en el Servei Nacional de Productes Agraris (SENPA) i en la Direcció Territorial del Ministeri d'Agricultura, Pesca i Alimentació, tots a les Illes Balears.
El 1990 és nomenat director territorial del Ministeri d'Agricultura, Pesca i Alimentació a les Illes Balears, lloc que va ocupar 7 anys fins al seu nomenament com a director de l'Àrea d'Agricultura i Pesca de la Delegació del Govern d'Espanya a les Illes Balears, càrrec que va ocupar fins a la seva jubilació el 2005.
Paral·lelament a les seves obligacions amb les diferents administracions, va ser president del Consell Regulador de la Denominació d'Origen Pla i Llevant de Mallorca (2003-2004), president del Consell Agrari Insular de Mallorca (2004) i és vocal del Consell d'Administració de Mercapalma (2005).
També va col·laborar activament, per raó del seu càrrec, en la creació i posada en funcionament del Parc Nacional Maritimoterrestre de l'Arxipèlag de Cabrera, i en la reestructuració i regularització del sector lacti. El 2006 va rebre el Premi Ramon Llull.